# Ruthless (Ace Hood)
Ruthless è il secondo album in studio del rapper statunitense Ace Hood, pubblicato nel 2009.

## Tracce
1. Get Money (featuring Rick Ross) – 3:54
2. Loco Wit the Cake (featuring Schife) – 3:47
3. Born an OG (featuring Ludacris) – 3:49
4. Overtime (featuring Akon & T-Pain) – 4:04
5. Champion (featuring Jazmine Sullivan & Rick Ross) – 4:25
6. Love Somebody (featuring Jeremih) – 5:04
7. Don't Get Caught Slippin' – 3:27
8. This Nigga Here (featuring Schife & Birdman) – 4:06
9. Mine (featuring The-Dream) – 3:40
10. Wifey Material (featuring Lloyd) – 4:05
11. 'Bout Me (featuring Ball Greezy) – 3:33
12. Zone – 3:57
13. Make a Toast – 3:55